# 沙崙後
23°46′23.2″N 120°16′03.7″E / 23.773111°N 120.267694°E
沙崙後，是台灣雲林縣麥寮鄉的一個傳統地域名稱，位於該鄉中部偏東南。相較於今日行政區，其範圍大致包含崙後村不含西北部及東北端、興華村西北部不含東北半葉的西北端。

## 歷史
台灣清治末期至日治初期，沙崙後地區為一街庄，稱為「沙崙後庄」，隸屬於海豐堡。該庄北與橋頭庄為鄰，東北與施厝藔庄為鄰，東及東南與興化厝庄為鄰，南邊為麥藔庄，西邊為許厝藔庄。
1901年（日治明治三十四年）11月，全台廢縣廳改設二十廳，該庄隸屬於斗六廳。1903年（明治三十六年）6月，該庄編入「麥藔區」，隸屬於斗六廳。1909年（明治四十二年）10月，合併二十廳為十二廳，麥藔區改隸屬於嘉義廳。1920年（大正九年），全台地方制度大改正，廢十二廳改設五州二廳，該庄改制為「沙崙後」大字，隸屬於臺南州虎尾郡崙背庄。
戰後崙背庄改制為崙背鄉，隸屬於臺南縣，大字亦改制為村。1946年8月25日，崙背、麥寮分治，本地區改隸屬於麥寮鄉。1950年10月，雲、嘉、南分治，麥寮鄉改隸屬於雲林縣。

## 聚落
本地區發展較早的聚落為沙崙後，在日治期初期的官方地圖上已有記載。此外，本地區尚有圳寮聚落。

## 交通
省道台61線又稱「西部濱海快速公路」，是新北市八里區至臺南市安南區的快速公路，尚未全線通車。中部地區路段大致以北北東—南南西走向經過本地區。該道路在本地區屬高架路段，境內未設交流道，北側最近的是北鄰橋頭地區境內工業路（雲林生活圈一號道路）交會處的橋頭交流道；南側最近的是南鄰麥寮地區境內縣道156號交會處的麥寮交流道。由此等可快速前往台灣西海岸的南北各地。
省道台17線又稱「西部濱海公路」，是臺中市清水區甲南至屏東縣枋寮鄉水底寮的幹道，大致以北北東—南南西走向轉北北西—南南東走向再轉東北微北—西南微南走向再轉北北東—南南西走向經過本地區西部。由該道路向北北東轉東北至省道台61線（西部濱海快速公路）高架橋下轉北北東與其並行，過濁水溪西濱大橋轉北北西獨行後再轉北北東可經大城鄉前往芳苑鄉、福興鄉、鹿港鎮等地；向南南西繞經麥寮市區東南側可前往臺西鄉、四湖鄉、口湖鄉等地。
縣道153甲線是後安寮（實際起點在橋頭）至麥寮市區的道路，也是省道台61線（西部濱海快速公路）兩側平面道路，大致以北北東—南南西走向經過本地區。由該道路向北北東可前往橋頭地區南部並止於工業路（雲林生活圈一號道路）路口；向南南西可前往麥寮並止於該地區南部的縣道153號路口。
縣道154號（仁德路）是麥寮鄉六輕廠至林內鄉的道路，也是雲林縣最北側的橫貫縣道，大致以西向東轉西北西—東南東走向再轉西向東經過本地區北部邊界外不遠處的橋頭地區，並經過省道台61線（西部濱海快速公路）高架橋下暨兩側之省道台17線路口。由該道路向西可前往許厝寮並止於六輕廠；向東可前往崙背鄉中北部、二崙鄉中北部、西螺鎮、莿桐鄉中北部、林內鄉等地。
縣道156號（霄仁路）是麥寮至饒平的道路，也是雲林縣主要的橫貫道路之一，其西側端點（起點）位於本地區南部邊界外不遠處麥寮市區東側的省道台17線路口。由此向東北東經過省道台61線（西部濱海快速公路）高架橋下暨兩側之縣道153甲線路口後，可前往崙背鄉、二崙鄉南部、西螺鎮南部、莿桐市區、饒平並止於縣道154號路口。
鄉道雲1-3線是大灣至麥寮的道路，其東側端點（起點）位於本地區東南部邊界外不遠處興化厝地區大灣聚落南側的鄉道雲5-1線路口。由此向北微西轉北穿越聚落，至位於邊界地帶的聚落北側東西向道路路口轉西，入境後續直行，經省道台61線（西部濱海快速公路）高架橋下暨兩側之縣道153甲線路口後，至省道台17線路口轉北北東與其共線約150公尺，至路口轉西北西獨行，其後轉西南西再轉西，出境後可前往許厝寮東南部、麥寮地區北部並止於鄉道雲1-1線路口。
鄉道雲1-5線舊稱雲3-1線，是後安檢查哨至圳寮的道路，其東側端點（終點）位於本地區東北部圳寮聚落東南側路口。由此向西微北行，至省道台61線（西部濱海快速公路）高架橋下暨其兩側之縣道153甲線路口轉西南再轉西南微南，至沙崙後聚落轉南再轉西蜿蜒而行，經省道台17線路口後轉西北西沿大有大排水溝北岸而行，出境後可前往許厝寮地區中南部並止於鄉道雲1-4線路口。

## 學校
- 明禮國小